# Parafia Matki Bożej Dobrej Rady w Surrey
Parafia Matki Bożej Dobrej Rady w Surrey (ang. Our Lady of Good Counsel Parish) – parafia rzymskokatolicka położona w Surrey, w prowincji Kolumbia Brytyjska w Kanadzie.
Jest ona parafią wieloetniczną w archidiecezji Vancouver, z mszą św. w j. polskim dla polskich imigrantów.
Ustanowiona w 1953 roku. Parafia została dedykowana Matce Bożej Dobrej Rady.

## Nabożeństwa w j. polskim
- Pierwszy piątek miesiąca – 20:00
- Niedziela – 13:00